# Albert Sechehaye
 (juin 2021).
Albert Sechehaye (4 juillet 1870 — 2 juillet 1946), né et mort à Genève, est un linguiste suisse, connu pour être l'un des théoriciens de l'école linguistique genevoise.

## Vie
Étudiant de l'université de Genève où son tuteur depuis 1891 est Ferdinand de Saussure, Sechehaye est stagiaire à Goettingue (1893-1902) et prépare une thèse en allemand sur l'imparfait du subjonctif français. Après le stage, il enseigne à Genève jusqu'à sa mort et devient professeur seulement en 1939 quand il succède à Charles Bally.

## Élève ou maître de Saussure?
Sechehaye est davantage connu comme élève de Saussure et coéditeur, avec Bally, de son ouvrage fondateur posthume Cours de linguistique générale en 1916. Leur rôle dans la création du texte classique était considérable, car quelques idées du CLG sont absentes dans les carnets des étudiants et dans les manuscrits saussuriens et peuvent être dues aux éditeurs. Cependant, c'était Sechehaye qui avait déjà publié, en 1908, un livre qui contenait déjà quelques idées structuralistes et tout un programme de la linguistique synchronique et phonologie. Ce livre était connu de Saussure qui inclut, seulement après 1909, dans ses conférences les sections concernant synchronie et diachronie. Ainsi, quelques idées, trouvées parallèlement par Sechehaye et Saussure, reçoivent une gloire internationale sous le nom du dernier, tandis que l'œuvre de Sechehaye est longtemps restée dans une obscurité semi-volontaire. Il existe maintenant même une vue de Saussure comme « élève de Sechehaye », proposée par P. Wunderli ; c'est bien sûr une exagération, mais le grand rôle de Sechehaye en création du structuralisme ne doit pas être négligé.

## Idées linguistiques
Le livre de 1908 était le premier texte publié par Sechehaye après sa thèse allemande : Programme et méthodes de la linguistique théorique, dédié à Saussure. L'auteur propose un programme d'une construction de linguistique comme « science de lois » opposée à la « science de faits » positiviste préconisée par la linguistique historique de l'époque. Selon Sechehaye, la « science de lois » est achronique et universelle, tandis que les faits concrets de l'histoire de langue, y compris les lois phonétiques, sont hors-systématiques. Tous les niveaux de la langue sont divisés en sections « statiques », « dynamiques » ou bien « évolutives » (phonologie statique, morphologie évolutive, etc.). Les états « statiques » sont primaires, les changements ou évolutions ne peuvent pas être compris sans les considérations statiques. 
Sechehaye propose des idées sur les origines des changements linguistiques, une conception de phonologie quasi-"algebraïque" et de langage prégrammatique (par exemple celui d'enfants). Il préconise une recherche psychologique des phénomènes de langue.
Son deuxième livre de 1926 Essai sur la structure logique de phrase, récompensé du prix Volney, envisage la syntaxe et ses types logiques. Dans les articles des années 1920-1940, Sechehaye précise la conception de Saussure et propose une « linguistique de parole organisée ».